# Autocontradiction
 (avril 2006).
 (signalé en juin 2025).
Si vous disposez d'ouvrages ou d'articles de référence ou si vous connaissez des sites web de qualité traitant du thème abordé ici, merci de compléter l'article en donnant les références utiles à sa vérifiabilité et en les liant à la section « Notes et références ».
- Archive Wikiwix
- Bing
- Cairn
- DuckDuckGo
- E. Universalis
- Gallica
- Google
- G. Books
- G. News
- G. Scholar
- Persée
- Qwant
- (zh) Baidu
- (ru) Yandex
- (wd) trouver des œuvres sur Wikidata

Les propositions autocontradictoires sont les phrases dont le contenu mène à démontrer à la fois une proposition et son contraire.
- soit parce qu'elle dit une chose et son contraire (exemple : « cette pierre carrée est ronde ») ;
- soit parce qu'elle emploie une construction bousculant la logique classique ; par exemple elle est autoréférente (voir les paradoxes du menteur) ou c'est une suite infinie de propositions.

Tous les oxymores sont autocontradictoires, mais toutes les autocontradictions ne sont pas des oxymores : certaines sont de simples propositions fausses.

## Les propositions autocontradictoires en logique
Le paradoxe du menteur peut s'énoncer ainsi : soit la proposition (A) :
- La proposition (A) est fausse

Cette proposition est-elle vraie ou fausse ? Il apparaît rapidement que quelle que soit l'option choisie, on arrive à une contradiction. Une proposition de ce type est appelée proposition autocontradictoire, indéterminée ou encore incohérente. On peut également construire des systèmes dont aucune proposition n'est autocontradictoire prise isolément, mais où le système entier est incohérent :
- (A): La proposition (B) est vraie
- (B): La proposition (A) est fausse

Toutefois, il ne suffit pas de dire qu'une proposition autocontradictoire n'est ni vraie ni fausse, comme l'explique Paul Franceschi dans son Introduction à la Philosophie Analytique : on serait alors pris en défaut par la proposition :
- (A): La proposition (A) est fausse ou autocontradictoire

Et quand bien même on introduirait une infinité de nouveaux types, on serait pris en défaut par la proposition :
- (A): La proposition (A) n'est pas vraie.

Il faut donc donner une définition plus forte d'une proposition autocontradictoire :
- une proposition vraie est une information utilisable
- une proposition fausse est une proposition dont la négation est une proposition vraie
- une proposition autocontradictoire est une proposition dont on ne peut rien déduire du contenu

La proposition :
- (A): La proposition (A) est fausse ou autocontradictoire

peut donc être classée autocontradictoire : le fait d'affirmer que (A) est autocontradictoire ne rend pas (A) vraie puisqu'une fois la proposition déclarée autocontradictoire, son contenu est inutilisable pour en tirer des conclusions.

### Jeux de logique
Les jeux de logique emploient parfois les propositions autocontradictoires pour des petits jeux. En voici un exemple, tiré d'un magazine de mathématiques : si on a trouvé sur le masque de fer les deux inscriptions suivantes, que doit-on en déduire ?
- Je ne suis pas le jumeau de Louis XIV
- Une seule de ces propositions est vraie

Si on déclare la seconde proposition autocontradictoire, la première peut être vraie ou fausse (il n'y a pas lieu de classer une phrase de ce type comme autocontradictoire). Mais celui qui ne connait pas ou refuse d'employer les propositions autocontradictoires est obligé d'admettre que le masque de fer était le jumeau du roi !
L'emploi des propositions autocontradictoires permet donc de démonter des argumentations irréfutables sans cela et peut démontrer n'importe quoi.

## Les propositions autocontradictoires en sciences
Les propositions autocontradictoires sont utilisées dans le mode de démonstration nommé démonstration par l'absurde : si on démontre que A impliquerait B, puis que B impliquerait non-A, la proposition A se trouve être autocontradictoire et doit donc, dans le cadre de la logique telle que nous l'entendons (où l'on admet le principe de non-contradiction), être réfutée.
On peut aussi utiliser ces autocontradictions dans le cadre d'une théorie pour tenter d'étendre celle-ci. Par exemple, la notion de nombres qui seraient la racine carrée de nombres négatifs se trouve être autocontradictoire dans le corps des réels, et on a historiquement tiré parti de cette autocontradiction dans ce contexte pour bâtir le corps des nombres complexes où elle ne se produisait plus.
Le principe du calcul quantique consiste à rendre autocontradictoires toutes les propositions autres que celles contenant la réponse cherchée (par exemple toutes les combinaisons qui ne cassent pas une clé donnée). Ce qui ne peut exister ne peut pas non plus être observé, et cela limite le corps de l'observation précisément à la seule réponse cherchée — que l'on obtient alors sans le moindre effet aléatoire.
Voir aussi son contraire, l'ontologie.

## Les événements autocontradictoires
Un événement ne peut être autocontradictoire que si l'on construit une boucle de causalité. Cela ne peut apparaître que dans les fictions employant le voyage dans le temps. Ce type de situation est appelé paradoxe du grand-père. Le principe de cohérence de Novikov affirme qu'un voyage dans le temps conduira à des situations qui ne se contrediront pas.
Dans les romans Animorphs, une modification du passé entraîne une bataille dans laquelle la machine à remonter le temps est détruite avant d'être utilisée. Autocontradictoire, le voyage n'a finalement pas lieu (c'est-à-dire que tout redevient comme avant, personne ne se souvient des événements, et celui qui a provoqué le voyage est détruit). C'est comme si l'espace-temps faisait un raisonnement par l'absurde : comme le voyageur produirait une contradiction s'il arrivait dans le passé, il est détruit au lieu de réapparaître dans le passé. La thèse des univers multiples peut éviter ce type d'autocontradictions factuelles.